# Radiostacja R-113
Radiostacja R113 – wojskowa, foniczna, ultrakrótkofalowa radiostacja nadawczo-odbiorcza średniego zasięgu. Radiostacja ta w latach pięćdziesiątych zastąpiła radiostację 10RT 26, a sama została później zastąpiona przez R 123. Stosowana była jako środek łączności w transporterach SKOT oraz w czołgach T-54 i T-55 (zasilana z przetwornicy).

## Dane techniczne
- Zakres fal – 20,0 do 22,375 MHz, 96 kanałów (krok zmiany częstotliwości co 25 kHz).
- Modulacja – FM.
- Zasięg łączności – do 20 km.
- Liczba lamp – 20 szt. 12Ż1Ł i 1 szt. GU-50.
- Antena – pręt 4-metrowy składający się z 4 segmentów, podłączona przez układ dopasowujący.
- Zasilanie – 13 V lub 26 V, poprzez zasilacz BP-2A – dla 26 V i BP-2B – dla 13 V (przetwornicę wirującą) wytwarzający napięcia anodowe 220 V i 550 V
- Rodzaje pracy:
  - simpleks,
  - dupleks (przełączanie „nadawanie-odbiór” głosem operatora),
  - odbiór dyżurny.
- Moc wyjściowa stopnia końcowego – 16 W. Stopień końcowy nadajnika pracuje na lampie GU-50.
- Odbiornik – z potrójną przemianą częstotliwości, pierwsza i druga -zmienne, trzecia – stała = 600 kHz.

- Czułość odbiornika – 5 uV
- Pobór mocy:
  - nadawanie – 300 W
  - odbiór – 140 W
  - przy nasłuchu – 90 W
- Wymiary i masy:
  - radiostacji – 430x239x216 mm, masa 16 kg
  - zasilacza – 206x220x217 mm, masa 13 kg

## Obsługiwanie radiostacji
Kolejność czynności związanych ze strojeniem i pracą na radiostacji jest następująca:
1. zamontować antenę w gniazdku antenowym (na zewnątrz wozu bojowego – transportera opancerzonego)
2. wtyczkę sznura laryngofonowego-słuchawkowego włożyć w gniazdko radiostacji, przełącznik napierśny ustawić na Odbiór
3. przełącznik Pręt ustawić w położeniu odpowiadającym wysokości anteny
4. przełącznik rodzaju pracy ustawić zależnie od przyjętego sposobu pracy (na Simpleks lub Dupleks)
5. pokrętłem Nastawianie częstotliwości ustawić częstotliwość roboczą
6. ustawić przełącznik Szumy w położeniu Wyłączono
7. ustawić regulator siły głosu na maksimum
8. przełącznik Praca – Sprawdzenie lamp ustawić w położeniu Praca
9. ustawić przełącznik napierśny w położeniu Nadawanie
10. dostroić antenę do największego wychylenia wskazówki przyrządu pomiarowego

Pracując na odbiór dyżurny strojenie radiostacji wykonuje się analogicznie: przełącznik rodzajów pracy ustawia się w położeniu Dyżurny odbiór.
Wyłączając radiostację przełącznik napierśny ustawia się w położeniu Odbiór, przełącznik rodzajów pracy w położeniu Simpleks, a przełącznik Zasilanie – w położeniu Wyłączono.